# 脚色家
脚色家（きゃくしょくか、英: adapter）は、小説や舞台劇、漫画など原作が存在する作品をドラマ化や映画化する際に、シナリオの脚色・シリーズ構成を担当する者。
リメイク作品時の脚色担当も含まれる。脚色者やアダプテーターとも言う。日本では「原作有り」も「原作無し」の場合も「シナリオ」「脚本」などと一纏めされている問題があり、逆に米国では「脚色」と「脚本」がきちんと分けられている。

## 概要
「脚色」とは原作が存在するものを「上映できるような形」にアレンジすること。脚本家が脚本というオリジナルを作り、それに別の脚本家や脚色家が手を加えていくことも「脚色」である。「脚本」と「脚色」が似ているため、混合されやすいが意味は異なる。漫画・小説など原作付き作品のシナリオ担当者は「脚色家」であり、オリジナルシナリオか否かで区別される。シナリオライターを60年も続けてきた、後進育成もしていた脚本家倉本聰によると、「撮影台本」を書くっていう仕事、「ストーリー（物語）」自体を生み出す仕事は違うのに日本では「ごちゃまぜ」になっていると明かしている。後者は難しいので歴十数年は必要なレベルほ仕事であるのに日本では原作有りも原作無しも「シナリオ（脚本）」と一纏めで呼んでいることが各主弊害になってると指摘し、アメリカ合衆国のように明確に区別するべきと述べている。テレビ朝日開局60周年記念のオリジナルドラマ「やすらぎの刻～道」を執筆した倉本は、自身のようなベテラン以外にも日本ではヤングシナリオ大賞など受賞者といっても脚本の素人にオリジナルを執筆という土台無理なことやらせようとしていると批判している。シナリオライターの須田剛史によると、日本では人気マンガや人気小説を原作としたものが多く見受けられてきており、日本における「脚本家」の実態は、原作作品の脚色するための仕事＝脚色家である傾向にある。2018年に藤井淑禎立教大学名誉教授は、「原作もの依存」となっている日本ドラマ製作の現状について、「脚色家ばかりで脚本家が育たなくなってしまう」と懸念表明している。彼は原作のあるドラマ化作品へ依存する現状が続くと「脚色家だけいればいい」として、「脚本家不要論」が起きると懸念している。彼はオリジナルシナリオを書くから尊敬されるのだと述べている。脚色家と似ており、その音楽版の仕事として、アレンジャー（編曲家）がある。韓国には音楽脚色家(音樂脚色家)という役割がある。
太宰治は長編小説「正義と微笑」にて、新人の「川上祐吉」が森鴎外「雁」を脚色した作品を見た際に俳優らの演技は良いものの、舞台設定は明治時代なのにもかかわらず、「役者の台詞が、ほとんど昭和(時代)の会話の調子なので、残念に思った。脚色家の不注意かも知れない。」との描写を書いている。
アラビアンナイト物語のストーリーを元に1928年に製作された映画「東洋の秘密」の脚色家として、ノルベルト・ファルクが採用された。 
松竹株式会社によると、北條秀司は1939年に新国劇のために橘外男の小説を脚色した『ナリン殿下』を発表した。この際に北條は、「小説はあくまで小説家の書いたものであり、脚色家は小説家の書いたものを芝居に仕立てて観客に伝達する媒介業にすぎない」と語っている。そのため、以後に北條は生涯オリジナル作品のみを発表するようになった。
1938年のキネマ旬報 にて、「原作脚色家」と表記されている。1925年に名古屋新聞記者でキネマ旬報にも寄稿していた映画評論家である石巻良夫が書いた「欧米及日本の映画史」 によると、当時映画の本場であるアメリカ合衆国では映画会社は著名な作家とだけでなく、優秀な脚色家とも契約し、「買入れた原作」「シノプシス」を脚色させている。当時は脚色家の中に舞台監督も兼職している者もいた。
1947年に映画評論家の筈見恒夫は「脚本家伊藤大輔」を賛美しながらも、「脚色家時代の伊藤」の功績を特に評価している。
1978年1月14日のニューヨークタイムズによると、アーサー・シークマンは脚本家業と共に、脚色家業もしていた。
ゴールデンカムイ三期でシリーズ構成を担当した高木登は、2017年に「脚色者にとって原作が面白いのは幸せなことです。」と述べている。

科学書院は、1929年から1970年までのフランス映画4070作品を、監督・助監督・製作会社・製作者・脚本家・脚色家など、脚本家と脚色家を分けて詳細別に記載した「フランス映画作品辞典1929-1970」を出版している。
ANIME EXPO 2009にはプロの声優・アダプテーターのクリスピン・フリーマンが、ワークショップ「Get Paid to Work in Anime」を開催した。
Jewish Renaissanceによると、1934年南アフリカのケープタウンで生まれたロナルド・ハーウッドは、ロマン・ポランスキー監督の『戦場のピアニスト』（2003年アカデミー賞脚色賞受賞）、『潜水鐘と蝶』（2007年アカデミー賞脚色賞ノミネート)で知られている。ハーウッドは、主に「adapter」として活動していた。
ノーベル賞作家であるカズオ・イシグロは黒澤明監督の映画『生きる』（1952年）をイギリス舞台にした『生きる LIVING』(2022年)の脚色家となった。『生きる』のリメイク提案したのは、10代の頃に黒澤作品に感銘を受けていたイシグロだったものの、脚色を引き受けることに当初は難色を示していた。しかし、イシグロは考えを改め、自身も脚色家として参加した。イシグロは、『上海の伯爵夫人』（2005年）など過去4回映画の脚本家を務めたが、脚色家をやるのは初めてだった。2023年のクランクイン!のインタビューに対し、脚色家をやってみたところ、オリジナルへの愛から原作に忠実でいたい一方で、現代の観客に『これは通じない』『ここは成立してないとも思われる要素の対処という葛藤を経験したことを明かしている。「手練れの脚色家」とは、「そういうバランス感覚を極めているのでしょうね」と感心したと述べている。
練馬区立図書館は資料分類する際に、翻案や脚色の本のうち「特定の原著作」の場合のみ、翻案作家・脚色家の方を「主な著者」としている。
新潮社や日本文藝家協会は「著作物使用許諾申請」フォームにて、自組織の著作物使用した「公演」を希望したい人たちに対して、規模、脚色家名、出者名などの情報を入力申請することを求めている。 
日本ではアニメにおいては、「原作に忠実」が2009年頃から増えてきてきた。しかし.オリジナル作品だと企画として通らないために「原作つき」で企画を通した後は、監督や脚色担当による原作サイドの意に反する改変、という事例がドラマ・アニメなどで当たり前のように行われてきた。そのため、原作側とのトラブルが起きてきたが、2024年1月29日には日本テレビでのドラマ化における脚色トラブルのために原作者が亡くなる事態が起きた。
2024年に『はじめの一歩』で知られる森川ジョージは、「読者を含む編集者、脚色家が目にするのは全てすでに過去の話です。その先の世界のことを知っているのは原作者だけです。連載継続中で未完ならば尚更です」と語り、脚色は一次創作著作者である原作者の意向に反しない範囲にすべきと強調した。

## 脚色家への賞
若手俳優や脚本家を育成してきた倉本聰によると、日本では混同されているがアメリカ合衆国では後述の賞のように脚本と脚色はきちんと区別されている。

### アカデミー脚色賞
有名な賞として、アカデミー賞で1927年の第一回から、小説など原作を脚色した作品に授与されるアカデミー脚色賞（Academy Award for Writing Adapted Screenplay）がある。賞である。過去の映画の続編やリメイク作品もこの部門の対象である。逆にオリジナル脚本にはアカデミー脚本賞と分けられている。
2012年ソニー・ピクチャーズ・エンタテインメント(SPE)は、前年の米アカデミー賞脚色賞を受賞したアーロン・ソーキンが故スティーブ・ジョブズアップル最高経営責任者（CEO）の伝記に基づいた映画「ソーシャル・ネットワーク」の脚色担当すると発表した。エイミー・パスカルSPE共同会長は、「ハリウッドで活躍中の脚色家の中で、ソーキン氏ほど（ジョブズ氏の）非凡な人生を描き出すのに適した人物はいない」と褒める声明を出した。

### 脚色家のモリエール賞
脚色家のモリエール賞
フランスにはパリのシャトレ劇場にてアカデミー・デ・モリエールから1987年5月23日に第一回が授与された演劇賞の部門の一つに「脚色家のモリエール賞」（Molière de l'adaptateur。正式名称：脚色家のモリエール）がある。モリエール賞はフランスの演劇界最高の栄誉とされ、アメリカのトニー賞、イギリスのローレンス・オリヴィエ賞、スペインのプレミオス・マックス賞に匹敵する。賞の名前は、17世紀フランスの劇作家モリエールが由来である。